# فیتوشیمی
فیتوشیمی یا گیاه‌شیمی (به فرانسوی: Phytochimie) میان‌رشتهای از دانش پایه شیمی و گیاه‌شناسی است که به بررسی ترکیبات موجود در گیاهان و چگونگی استخراج آنان می‌پردازد.

## مواد فیتوشیمیایی
این مواد، ترکیب‌های به لحاظ زیستی فعالی هستند که در گیاهان یافت می‌شوند. این ترکیب‌ها غنی از ویتامین، مواد معدنی و کلروفیل می‌باشند. مواد فیتوشیمیایی دارای خواص محافظتی در برابر عامل‌های بیماری برای گیاهان هستند. این مواد برای زنده ماندن انسان حیاتی نیستند. گیاهان مواد فیتوشیمیایی را برای حفاظت از خود تولید می‌کنند. تحقیقات اخیر نشان داده است که این مواد، برای حفاظت انسان‌ها در برابر بیماری‌ها نیز مفیدند. بیش از هزار نوع از مواد فیتوشیمیایی، تاکنون شناخته شده است. از شناخته‌شده‌ترین این مواد، می‌توان به لیکوپن در گوجه‌فرنگی، ایزوفلاوین در سویا و زردینه (رنگیزه) در میوه‌ها را نام برد.

## موضوع فیتوشیمی
در این شاخه از شیمی به بررسی خواص شیمیایی و دارویی گیاهان مختلف می‌پردازند. در واقع شاخه‌ای از علم شیمی است که به مطالعه ترکیبات شیمیایی گیاهان مانند متابولیت‌های ثانویه گیاهی می‌پردازد. به بیانی دیگر می‌توان گفت که این علم با شیمی گیاهان دارویی طی سالیان بسیار زیاد ارتباط داشته است و ترکیبات گیاهی نقش قابل توجهی در صنعت داروسازی داشته‌اند.

از روش‌های معمول در علم می‌توان به استخراج و جداسازی، تغلیظ، آنالیز و روش‌های کروماتوگرافی و الکتروفورز که باعث شناخت فرمول‌های دقیق ساختاری و مسیرهای بیوسنتزی می‌شود. شواهد فیتوشیمیایی از انواع شواهد و صفات مورد استفاده در طبقه‌بندی‌های فیلوژنتیکی هستند، به شکلی که در گونه‌های دارای نزدیکی و خویشاوندی با یکدیگر، ترکیبات مشابهی یافت می‌شود، اما همیشه نیز این‌گونه نیست.

## آیندهٔ فیتوشیمی
در بلندمدت، گیاهان می‌توانند منبع به دست آوردن مواد شیمیایی مورد نیاز ما باشند. امروزه پتروشیمی است که حرف اول را می‌زند و مواد لازم بشر از این راه تولید می‌شود. صنعت فیتوشیمی (فیتوپالایشگاه یا پالایشگاه گیاهی) می‌تواند جایگزین پتروشیمی شود. منتها این جایگزینی، به دلیل پیچیدگی آن و نیز مسائل تجارت اقتصاد فنی، به آینده بسیار دوری تعلق خواهد داشت. پیش‌بینی این همه برای حالا خیلی زود است.